# Емельяновка (Кемеровская область)
Емелья́новка — деревня в составе Вознесенского сельского поселения Яйского района Кемеровской области.

## Общие сведения
Деревня расположена на северо-восточном берегу озера Божье озеро (Емельяновское). Через Емельяновку проложены туристские маршруты по Томь-Яйскому междуречью. Деревня связана с райцентром Яя и с городом Анжеро-Судженском.

## Население
| 2010 |
| ---- |
| 251  |